# ناحیه نووارا الییا
ناحیه نووارا الییا (به لاتین: Nuwara Eliya District) یک ناحیه در سری‌لانکا است که در استان مرکزی (سری‌لانکا) واقع شده‌است.

## خصوصیات
ناحیه نووارا الییا ۱٬۷۴۱ کیلومترمربع مساحت و ۷۳۱٬۴۱۵ نفر جمعیت دارد.